# بيت صالح (أفلح اليمن)

تعديل مصدري - تعديل

بيت صالح هي إحدى قرى عزلة بني يوس بمديرية أفلح اليمن التابعة لمحافظة حجة، بلغ تعداد سكانها 214 نسمة حسب تعداد اليمن لعام 2004.